# Yukarıbey, Bergama
Yukarıbey là một xã thuộc huyện Bergama, tỉnh İzmir, Thổ Nhĩ Kỳ. Dân số thời điểm năm 2010 là 1.235 người.